# Boukidan
 (avril 2011).
 (avril 2010).
Si vous disposez d'ouvrages ou d'articles de référence ou si vous connaissez des sites web de qualité traitant du thème abordé ici, merci de compléter l'article en donnant les références utiles à sa vérifiabilité et en les liant à la section « Notes et références ».
Boukidan ou Boukidaren (Tamazight: ⴱⵓⴽⵉⴷⴰⵔⵏ) est un village du rif central dans la tribu des Aït Ouriaghel d'environ 5 000 habitants situé entre Ajdir et Imzouren.
C'est là que se situe l'aéroport de la ville d'Al hoceima.
Connu pour sa résistance pendant la rébellion du rif contre le makhzen en 1958-1959.
Aujourd'hui village artisanal et commercial célèbre pour ses grillades tout le long de la route (Sardine, Kefta). L'École nationale des sciences appliquées d'Al Hoceima s'y trouve également.